# Arses
Arses (staropers. 𐎠𐎼𐏁𐎣, gr. Aroges, zm. w czerwcu 336 p.n.e.), znany też jako Artakserkses IV – król perski, z dynastii Achemenidów. Syn i następca Artakserksesa III, panował w latach 338-336 p.n.e.

## Życiorys
Był najmłodszym synem Artakserksesa III i Atossy. 
Wyniesiony na tron przez Bagoasa, który zamordował jego ojca, i przez niego także zgładzony. Wcześniej Arses, chcąc uniezależnić się, podjął bezskuteczną próbę otrucia Bagoasa. Ten rozkazał ponadto zabić wszystkie dzieci Arsesa, po czym wyniósł na tron Kodomana. Arses został pochowany w Persepolis.
Za rządów Arsesa doszło do ataku Filipa II na Azję Mniejszą. Filip domagał się prawdopodobnie zadośćuczynienia od Persji z związku z pomocą, jakiej poprzednik Arsesa, Artakserkses III, udzielił przeciwnikowi Macedonii, miastu Perinthos. 
W Egipcie w imieniu Arsesa rządził satrapa Farendotes.